# Phakopsora ziziphi-vulgaris
Phakopsora ziziphi-vulgaris är en svampart som beskrevs av Dietel 1910. Phakopsora ziziphi-vulgaris ingår i släktet Phakopsora och familjen Phakopsoraceae.   Inga underarter finns listade i Catalogue of Life.